# دانشگاه کشاورزی تاجیکستان
دانشگاه کشاورزی تاجیکستان (به فارسی تاجیکی:Донишгоҳи аграрии Тоҷикистон) یکی از دانشگاه‌های این کشور است که در سال ۱۹۳۱ میلادی در شهر خجند پایه‌گذاری شده‌است. در سال ۱۹۴۴ میلادی به شهر دوشنبه منتقل شد. در سال ۲۰۰۴ میلادی دارای حدود ۴۰۰ تن عضو هیئت علمی بوده‌است. این دانشگاه هم‌اکنون دارای ۶۵۰۰ دانشجو می‌باشد و تا به کنون ۳۵ هزار نفر نیز از آن فارغ‌التحصیل شده‌اند. رئیس این دانشگاه د. م. میرزایف می‌باشد. این دانشگاه دارای ۳۱ رشتهٔ تحصیلی است.

## ساختار دانشگاه
دانشگاه دارای ۱۱گروه و دانشکده است که عبارت اند از:
- گروه زراعت
- دانشکدهٔ باغبانی
- دانشکدهٔ صنعت شراب‌سازی و زیست‌فناوری کشاورزی
- دانشکدهٔ مهندسی جانوری
- دانشکدهٔ دامپزشکی
- گروه آبیاری
- دانشکدهٔ مکانیزاسیون کشاورزی
- دانشکدهٔ اقتصاد
- دانشکدهٔ تجاری کشاورزی
- گروه روزنامه‌نگاری
- دانشکدهٔ دانشجویان خارجی